# 米拉波橋
米拉波橋（法語：Pont Mirabeau，發音：[pɔ̃ miʁabo]）是位於法國巴黎塞納河上的一座橋樑。米拉波橋修建於1893年至1896年，是一座鐵質的拱橋。

## 外部連結
- （法文） Mairie de Paris site
- （法文） Structurae Archive.today的存檔，存档日期2012-12-08